# Mansura (Luisiana)
Mansura é uma cidade  localizada no estado americano de Luisiana, na Paróquia de Avoyelles.

## Demografia
Segundo o censo americano de 2000, a sua população era de 1573 habitantes.
Em 2006, foi estimada uma população de 1571, um decréscimo de 2 (-0.1%).

## Geografia
De acordo com o United States Census Bureau tem uma área de
4,5 km², dos quais 4,5 km² cobertos por terra e 0,0 km² cobertos por água.

## Localidades na vizinhança
O diagrama seguinte representa as localidades num raio de 12 km ao redor de Mansura.